# Штюлинген
Штюлинген (нем. Stühlingen) — город в Германии, в земле Баден-Вюртемберг. Во времена Священной Римской империи — столица крошечного графства Фюрстенберг-Штюлинген.
Подчинён административному округу Фрайбург. Входит в состав района Вальдсхут.  Население составляет 5180 человек (на 31 декабря 2010 года). Занимает площадь 93,20 км². Официальный код  —  '.